# Panyepen
Panyepen is een bestuurslaag in het regentschap Sampang van de provincie Oost-Java, Indonesië. Panyepen telt 1830 inwoners (volkstelling 2010).